# Titi (Bubanza)
Titi  ist ein Dorf im Nordwesten von Burundi in der Provinz Bubanza.

## Geografie
Der Ort liegt im zentralen Teil der Provinz, im Kreis Ntamba und der Gemeinde Musigati, auf einer Höhe von ca. 1500 Metern über dem Meeresspiegel.